# Josef Šebesta
Plukovník Josef Šebesta (17. dubna 1891 Těchonice – 23. ledna 1964) byl legionář, důstojník československé armády a odbojář z období druhé světové války.

## Život

### Mládí a první světová a ruská občanská válka
Josef Šebesta se narodil 17. dubna 1891 v Těchonicích v klatovském okrese. Mezi lety 1903 a 19133 vystudoval gymnázium s maturitou v České Budějovice a poté obchodní kurz v Chrudimi. V letech 1912 a 1913 absolvoval školu pro důstojníky v záloze v Salcburku. Po začátku první světové války byl mobilizován k pěšímu pluku do Jindřichova Hradce, aby v srpnu odjel na haličskou frontu. 20. listopadu 1914 padl u Krakova do zajetí. V dubnu 1918 vstoupil v Ťumeni do československého střeleckého pluku. Vzdělával se a dosáhl hodnosti podporučíka. S legiemi absolvoval sibiřskou anabázi a 8. června 1920 byl již v hodnosti poručíka odvezen z Vladivostoku přes USA do Československa.

### Mezi světovými válkami
Od roku 1920 sloužil Josef Šebesta u pěšího pluku v Mostu. Již jako kapitán učil v letech 1921 - 1923 na důstojnické škole horského dělostřelectva, v roce 1926 byl krátce velitelem strážního oddílu v Praze, vzdělával se a dále hodnostně stoupal. V září 1929 byl ustanoven pobočníkem velitele 2. pěší brigády v Chomutově, od roku 1934 jako zástupce velitele praporu tamtéž. V červnu 1935 byl v hodnosti majora převelen na stejný post do Banské Bystrice. 1. 12. 1936 byl jmenován velitelem praporu Stráže obrany státu Levice a zároveň vojensko-technickým referentem u hlavního okresního politického úřadu tamtéž. V roce 1937 byl povýšen na podplukovníka. Po odstoupení pohraničí Maďarsku přesídlil do Pukance.

### Druhá světová válka
Po rozpadu Československa v roce 1939 strávil Josef Šebesta půl roku v Peruci, kde organizoval rámcovou jednotku Obrany národa pro prostor Louny - Libochovice. Poté pracoval na Zemském úřadu pro válečné poškozence v Praze. V listopadu 1940 byl zatčen Gestapem a vyšetřován v Kladně. Byl vězněn na Pankráci a v prosinci 1941 odsouzen za velezradu ke čtyřem a půl roku vězení. Vystřídal několik věznic na území Německa. 14. dubna 1945 jej sice osvobodila předsunutá hlídka americké armády v bavorském Creußenu, ale poté se dostala do obklíčení. Situace ji donutila vyzbrojit propuštěné vězně a společně pak vedli boj proti německým a maďarským jednotkám. Josef Šebesta velel československému oddílu za což obdržel Medaili Svobody. Poté se svou jednotkou udržoval v Creußenu a Bayreuthu místní správu než ji 7. května převzaly spojenecké struktury. Šebesta se pak se svými muži přesunul do Chebu, kde z nich utvořil Prapor národní stráže a byl ustanoven oblastním a posádkovým velitelem. Výrazně přispěl ke stabilizaci situace v oblasti nejzápadnějších Čech včetně její ochrany před rabovacími komandy.

### Po druhé světové válce
Josef Šebesta plnil funkci oblastního velitele v Chebu do srpna 1945. V roce 1946 byl povýšen na plukovníka a pověřen velením výcvikového tábora v Lázních Kynžvart. V dubnu 1948 byl poslán do výslužby a přestěhoval se do Prahy. Byl též zatčen Státní bezpečností a krátkodobě vězněn. Spis byl ale skartován a tedy již nelze objasnit důvody a okolnosti. Zemřel po dlouhé nemoci 23. ledna 1964.

## Rodina
Josef Šebesta pocházel z početné rolnické rodiny, část jeho sourozenců se vystěhovala do USA. V roce 1931 se oženil s Marií Tůmovou, manželství ale zůstalo bezdětné.